# Juggernaut: Alpha
Albums de Periphery
Periphery II: This Time It's Personal
(2012) Juggernaut: Omega
(2015)
Juggernaut: Alpha est le troisième album du groupe de metal progressif américain Periphery, sorti le 27 janvier 2015 sous les labels Sumerian Records et Century Media Records. C'est la première partie d'un double album, la seconde étant Juggernaut: Omega.

## Liste des titres
| 1.    | A Black Minute  | 4:16 |
| 2.    | MK Ultra        | 2:50 |
| 3.    | Heavy Heart     | 4:22 |
| 4.    | The Event       | 1:45 |
| 5.    | The Scourge     | 5:36 |
| 6.    | Alpha           | 5:31 |
| 7.    | 22 Faces        | 3:52 |
| 8.    | Rainbow Gravity | 4:39 |
| 9.    | Four Lights     | 2:18 |
| 10.   | Psychosphere    | 6:16 |
| 41:25 |                 |      |